# Golden Grand Prix de lutte
Les Golden Grand Prix de lutte sont des compétitions internationales organisées sous l'égide de la Fédération internationale des luttes associées. Elles servent à déterminer les meilleurs lutteurs de l'année dans chacun des styles olympiques.
Les tournois faisant partie des Golden Grand Prix sont au nombre de trois par an pour chaque style (2 tournois de qualification ainsi qu'une finale réunissant les meilleurs lutteurs).

## Liste des Golden Grand Prix

### Lutte librehommes
| Année | Localisation | Localisation      | Localisation |
| Année | 1er          | 2e                | Finale       |
| ----- | ------------ | ----------------- | ------------ |
| 2008  | Krasnoïarsk  | Ankara            | Bakou        |
| 2009  | Krasnoïarsk  | Tachkent          | Bakou        |
| 2010  | Krasnoïarsk  | Tbilissi          | Bakou        |
| 2011  | Krasnoïarsk  | Istanbul Tbilissi | Bakou        |
| 2012  | Krasnoïarsk  | Téhéran           | Bakou        |
| 2013  | Krasnoïarsk  | Sassari           | Bakou        |
| 2014  | Krasnoïarsk  | Paris             | Bakou        |

### Lutte librefemmes
| Année | Localisation | Localisation | Localisation |
| Année | 1er          | 2e           | Finale       |
| ----- | ------------ | ------------ | ------------ |
| 2008  | Krasnoïarsk  | Ankara       | Bakou        |
| 2009  | Krasnoïarsk  | Götzis       | Bakou        |
| 2010  | Krasnoïarsk  | Klippan      | Bakou        |
| 2011  | Krasnoïarsk  | Istanbul     | Bakou        |
| 2012  | Krasnoïarsk  | Klippan      | Bakou        |
| 2013  | Krasnoïarsk  | Sassari      | Bakou        |
| 2014  | Krasnoïarsk  | Paris        | Bakou        |

### Lutte gréco-romainehommes
| Année | Localisation | Localisation         | Localisation |
| Année | 1er          | 2e                   | Finale       |
| ----- | ------------ | -------------------- | ------------ |
| 2008  | Istanbul     | Szombathely          | Bakou        |
| 2009  | Istanbul     | Szombathely Tachkent | Bakou        |
| 2010  | Szombathely  | Tbilissi             | Bakou        |
| 2011  | Szombathely  | Tbilissi             | Bakou        |
| 2012  | Istanbul     | Szombathely          | Bakou        |
| 2013  | Istanbul     | Szombathely          | Bakou        |
| 2014  | Paris        | Szombathely          | Bakou        |